# Konstanty Palukiewicz

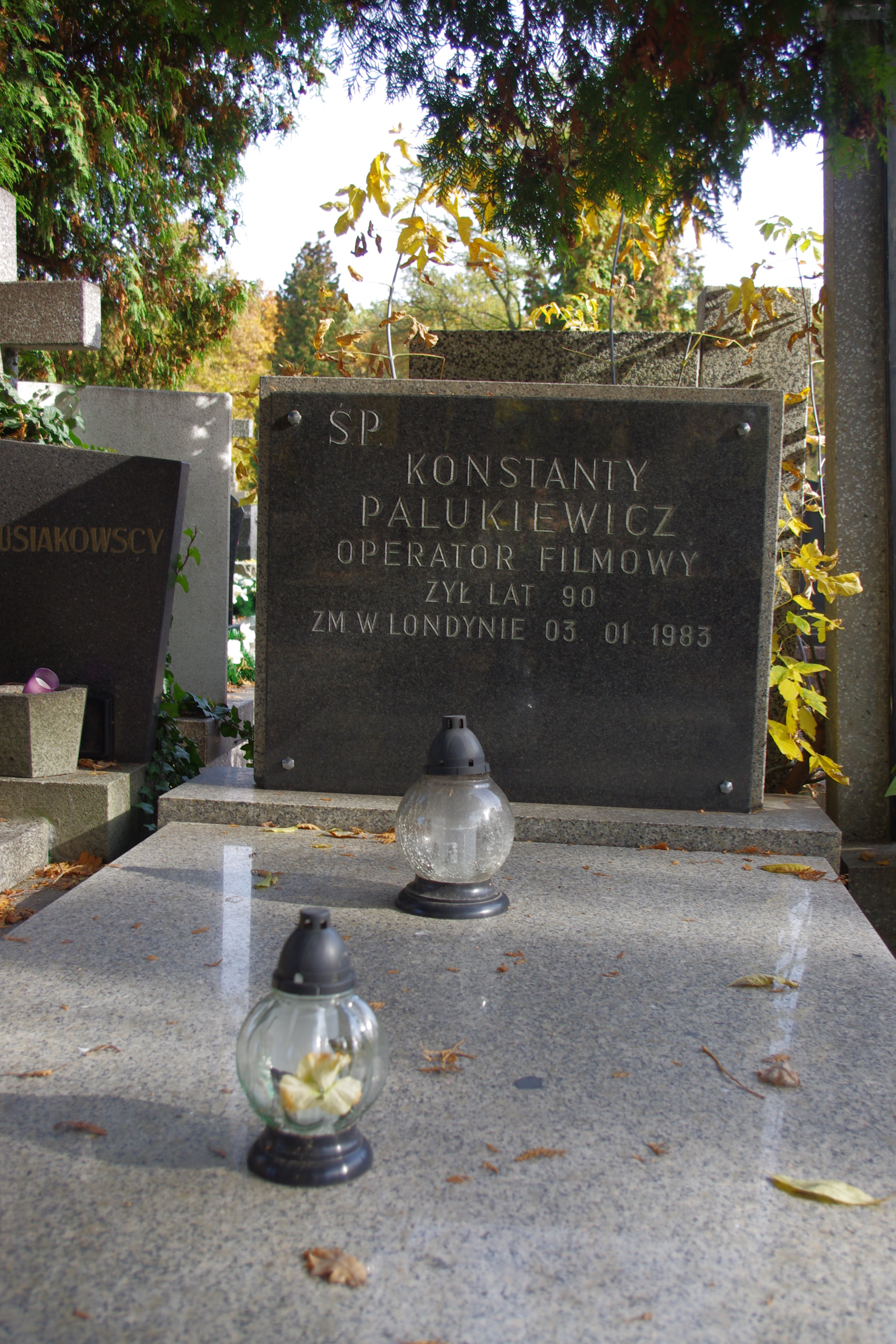
Grób operatora filmowego Konstantego Palukiewicza na cmentarzu Bródnowskim w Warszawie

Konstanty Palukiewicz (ur. 17 sierpnia 1893 w Warszawie, zm. 3 stycznia 1983 w Londynie) – polski operator filmowy.
Przed 1939 był właścicielem wytwórni filmowej "Ka-Pe-Film". W czasie II wojny światowej będąc w randze porucznika kawalerii pełnił rolę operatora filmowego 2 Korpusu Polskich Sił Zbrojnych, z którym przeszedł całą drogę bojową dokumentując wszystkie wydarzenia. Po zakończeniu działań wojennych zamieszkał w Wielkiej Brytanii. Pod koniec życia poprzez reżysera Krzysztofa Szmagiera przekazał Wytwórni Filmów Dokumentalnych i Fabularnych darowiznę w postaci unikatowych kronik filmowych i filmów archiwalnych. Materiały te posłużyły do realizacji pierwszego filmu dokumentalnego o gen. Władysławie Andersie. Był kolekcjonerem filmów stanowiących dokumentację z wielu działań zbrojnych w całej Europie, jako jedyny filmował ewakuację Armii Andersa z ZSRR do Iranu. W 1981 podczas pobytu w Warszawie wyraził życzenie, aby po śmierci spocząć w swoim rodzinnym mieście. WFDiF spełniła jego wolę, Konstanty Palukiewicz spoczywa na cmentarzu Bródnowskim (kw. 20H-6-21).